# Akasise
Pour les articles homonymes, voir Akasise.
Akasise (abouhedou) est un village de Kabylie en Algérie de la commune de Leflaye est administrativement rattachée à la daïra de Sidi-Aïch.